# Miasto Užice
Miasto Užice (serb. Grad Užice / Град Ужице) – jednostka administracyjna w Serbii, w okręgu zlatiborskim. W 2018 roku liczyła 73 667 mieszkańców.